# Lepthyphantes laguncula
Lepthyphantes laguncula este o specie de păianjeni din genul Lepthyphantes, familia Linyphiidae, descrisă de Denis, 1937.
Este endemică în Algeria. Conform Catalogue of Life specia Lepthyphantes laguncula nu are subspecii cunoscute.